# Андрушківці
Андрушківці (пол. Jędruszkowce, англ. Andrushkivtsi) — лемківське село в Польщі, у гміні Сянік Сяноцького повіту Підкарпатського воєводства.
Населення — 230 осіб (2011).

## Розташування
Знаходиться на південь від дороги з Сяніка до Заршина, через село пролягає дорога на Пельню і Новотанець. Лежить за 10 км на захід від адміністративного центру повіту — Сяніка і за 53 км на південь від адміністративного центру воєводства — Ряшева.
Населення становить 221 особа.

## Історія
Село закріпачене в 1438 р. під назвою Hindrzichowcze. До 1772 р. село належало до Сяноцької землі Руського воєводства.
У 1880 році село нараховувало майже 200 мешканців, з яких 99 греко-католиків (належали до парафії в Пельні Буківського деканату), 92 римо-католики (в селі був костьол) і кілька євреїв.
В 1898 р. в 38 будинках проживали 225 осіб, з них 128 українців-грекокатоликів.
В 1921 р. задля участі в парцеляції поміщицької землі греко-католики перейшли на латинський обряд. Село входило до Сяніцького повіту Львівського воєводства.
У 1975-1998 роках село належало до Кросненського воєводства.

## Демографія
Демографічна структура станом на 31 березня 2011 року:
|          | Загалом | Допрацездатний вік | Працездатний вік | Постпрацездатний вік |
| -------- | ------- | ------------------ | ---------------- | -------------------- |
| Чоловіки | 119     | 22                 | 81               | 16                   |
| Жінки    | 111     | 17                 | 71               | 23                   |
| Разом    | 230     | 39                 | 152              | 39                   |